# Nemanthias regalis
Nemanthias regalis là một loài cá biển thuộc chi Nemanthias trong họ Cá mú. Loài này được mô tả lần đầu tiên vào năm 1981.

## Từ nguyên
Tính từ định danh regalis trong tiếng Latinh mang nghĩa "như vương giả, hoàng đế", hàm ý đề cập đến màu tím nhạt, màu tượng trưng cho bậc đế vương phương Tây, trên thân của loài cá này.

## Phân loại học
N. regalis trước đây được xếp vào chi Pseudanthias, nhưng theo kết quả phân tích dữ liệu hình thái và phân tử mới đây vào đầu năm 2022 thì loài này được chuyển sang chi Nemanthias.

## Phạm vi phân bố và môi trường sống
N. regalis là loài đặc hữu của quần đảo Marquises (Polynésie thuộc Pháp), được thu thập các rạn san hô ở độ sâu đến ít nhất là 30 m.

## Mô tả
Chiều dài cơ thể lớn nhất được ghi nhận ở N. regalis là 9 cm.
Nửa đầu trên và thân trước (từ gai vây lưng thứ 9 xuống gốc vây ngực) của cá đực là màu vàng cam, phần thân còn lại màu tím hồng, nhạt hơn dưới bụng và phớt đỏ ở lưng và thân sau. Từ môi trên có một sọc hồng cam viền tím băng qua dưới mắt kéo dài đến gốc vây ngực. Vây lưng tím nhạt, viền xanh óng ở rìa. Vây hậu môn màu tím trong, cũng có viền xanh óng. Vây bụng và vây ngực tím nhạt. Vây đuôi màu đỏ ở gốc, trở nên vàng hơn ở giữa, rìa trên và dưới viền tím với các tia đỏ.
Cá cái có màu vàng cam sẫm, ửng đỏ hơn ở đầu, tím nhạt ở dưới hầu và bụng, phớt đỏ ở thân sau. Sọc đỏ cam từ mõm kéo dài xuống gốc vây ngực. Vây lưng đỏ tươi, vàng ở gốc. Vây hậu môn cam nhạt, trong suốt. Vây đuôi đỏ, vàng hơn ở giữa. Vây bụng tím nhạt. Vây ngực hồng nhạt với đốm đỏ ở gốc.
Cá mào gà Ecsenius midas có thể bắt chước kiểu hình của N. regalis và lẫn vào đàn của loài cá mú này, bên cạnh đó E. midas còn bắt chước cả Nemanthias bartlettorum và Nemanthias dispar ở khu vực quần đảo Line và quần đảo Phoenix.
Số gai ở vây lưng: 10; Số tia vây ở vây lưng: 17–18; Số gai ở vây hậu môn: 3; Số tia vây ở vây hậu môn: 7; Số gai ở vây bụng: 1; Số tia vây ở vây bụng: 5; Số tia vây ở vây ngực: 21–22; Số vảy đường bên: 56–62.

## Sinh thái học
Thức ăn của N. regalis là các loài động vật phù du.